# Marek Wisła (kajakarz)
Marek Józef Wisła (ur. 13 września 1957 w Czechowicach-Dziedzicach, zm. 29 stycznia 2018) – polski kajakarz-kanadyjkarz, olimpijczyk z Moskwy 1980.
Zawodnik reprezentujący przez całą karierę sportową (lata 1970-1986) klubu Górnik Czechowice. Wielokrotny mistrz Polski w konkurencji:
- C-1 na dystansie 500 metrów w latach 1976, 1978, 1980,
- C-1 na dystansie 10000 metrów w latach 1983, 1985.

Na igrzyskach w Moskwie wystartował w konkurencji C-2 na dystansie 500 metrów (partnerem był:Jerzy Dunajski). Polska osada zajęła 4. miejsce.
Mąż Ewy Wojtaszek.